# Nesomyrmex koebergensis
Nesomyrmex koebergensis  (лат.) — вид мелких муравьёв рода Nesomyrmex (Formicidae) из подсемейства Myrmicinae.

## Распространение
Южная Африка ( Western Cape: Koeberg Hill; 33°43’S 18°33’E).

## Описание
Длина головы (HL) 0.813–0.902 мм; ширина головы (HW) 0.629–0.718 мм; головной индекс (CI) 75–80; длина скапуса (SL) 0.561–0.612 мм; индекс скапуса (SI) 83–95. Сложные глаза с 14 омматидиями в длиннейшем ряду. Промезонотум с несколькими короткими отстоящими волосками. Проподеум вооружён небольшими шипиками. Брюшко гладкое и блестящее. Усики 12-члениковые с булавой из 3 сегментов. Жвалы с 5 зубцами. Стебелёк между грудкой и брюшком состоит из двух члеников: петиолюса и постпетиолюса (последний четко отделен от брюшка), жало развито. Мелкие почвенные муравьи (длина около 3 мм) желтовато-коричневого цвета, похожие на представителей рода Leptothorax.

## Систематика
Вид включён в состав группы simoni species-group (Formicoxenini, или Crematogastrini). Близок к виду Nesomyrmex antoinetteae и Nesomyrmex mcgregori . Ранее представители рода рассматривались в составе рода Leptothorax. Вид был впервые описан в 2008 году африканскими энтомологами Н. Мбанияна (Nokuthula Mbanyana) и Х. Робертсоном (Hamish G. Robertson; Natural History Collections Department, Iziko South African Museum, Кейптаун, Южная Африка) по материалам из Южной Африки. Видовое название дано по месту обнаружения (Koeberg Hill, Bloubergstrand).